# Ralph Niese
Ralph Niese (* 14. März 1983 in Leipzig; † 23. November 2020 ebenda) war ein deutscher Comic-Künstler, Grafiker und Illustrator.

## Leben
Niese besuchte die Max-Klinger-Schule, ein Gymnasium im Leipziger Stadtteil Grünau, und studierte anschließend an der Hochschule für Grafik und Buchkunst Leipzig. Durch einen Kontakt am Messestand konnte Niese bereits mit 16 Jahren seine erste Arbeit Wolfmen in der Magazinreihe Extrem Illustrated des Comicverlages Extrem Erfolgreich Enterprises (EEE) veröffentlichen. Laut Bela B, dem früheren Inhaber von EEE, war er damit der jüngste Künstler, dessen Beiträge in den Heften veröffentlicht wurden, der aber als Minderjähriger selbst die Hefte nicht kaufen durfte. Es folgten weitere Veröffentlichungen in deutschen Comicmagazinen, die sich an ein erwachsenes Publikum richten, etwa bei Menschenblut und U-Comix. Als Illustrator und Kolorist trug er zwischen 2007 und 2010 zu mehreren Ausgaben der Reihe Perry – Unser Mann im All von Alligator Farm bei. Ralph Niese veröffentlichte zudem einige Comichefte im Selbstverlag unter dem Label Fistful Fumetti, viele davon in per Hand getackertem Kleinformat. Im Eigenverlag entstanden zum Beispiel seine eigene Reihe Poly Chronos und Mekano Turbo zusammen mit Alexis Ziritt.
Von 2008 bis 2009 war Niese als Illustrator an Veröffentlichungen des US-amerikanischen Verlags Image Comics beteiligt. Für die Serie Noble Causes war er für zwei Ausgaben nicht nur als Inker tätig, sondern gestaltete auch die Cover der Ausgaben mit. Niese veröffentlichte in dieser Zeit ebenfalls Seiten in der sechsten Ausgabe des Magazins Madman Atomic Comics und in zwei Ausgaben der Comicanthologie Popgun. Für die Serie Space Riders von Alexis Ziritt und Fabian Rangel Jr. steuerte er für das erste Heft ein Variant-Cover bei. Im Rahmen der Glyos System Comic Series illustrierte Niese zwischen 2011 und 2016 mehrere Webcomics nach den englischen Texten von Matt Doughty, darunter die Titel Reflex, Volkaria und Chariots Keep.
Niese wird von seinen Weggefährten als kreativer und kontaktfreudiger Freigeist beschrieben, der häufig mit anderen Autoren und Künstlern kooperierte. Auch international wurde er zu einem festen Bestandteil der alternativen Comicszene gezählt. Jenseits seiner Tätigkeit als Comic-Künstler war Niese auch in anderen Bereichen künstlerisch aktiv. Ende 2014 veröffentlichte er einen Kalender The Young Time Traveller, der auch exklusive Comicseiten enthält. Für die elfte Ausgabe des Klebstoff Magazine steuerte der Künstler 2018 Designs für verschiedene Aufkleber bei. Als Teilzeitmitglied des kleinen Spielzeugherstellers Goodleg Toys gestaltete Niese mehrere Kunstharzfiguren in Kleinstauflage, darunter seine Figur Robert Cop. Für October Toys fertigte er die Minifigur Phantom Outhouse nach dem Design von Kyle Thye als Teil der OMFG! Series 1 an.

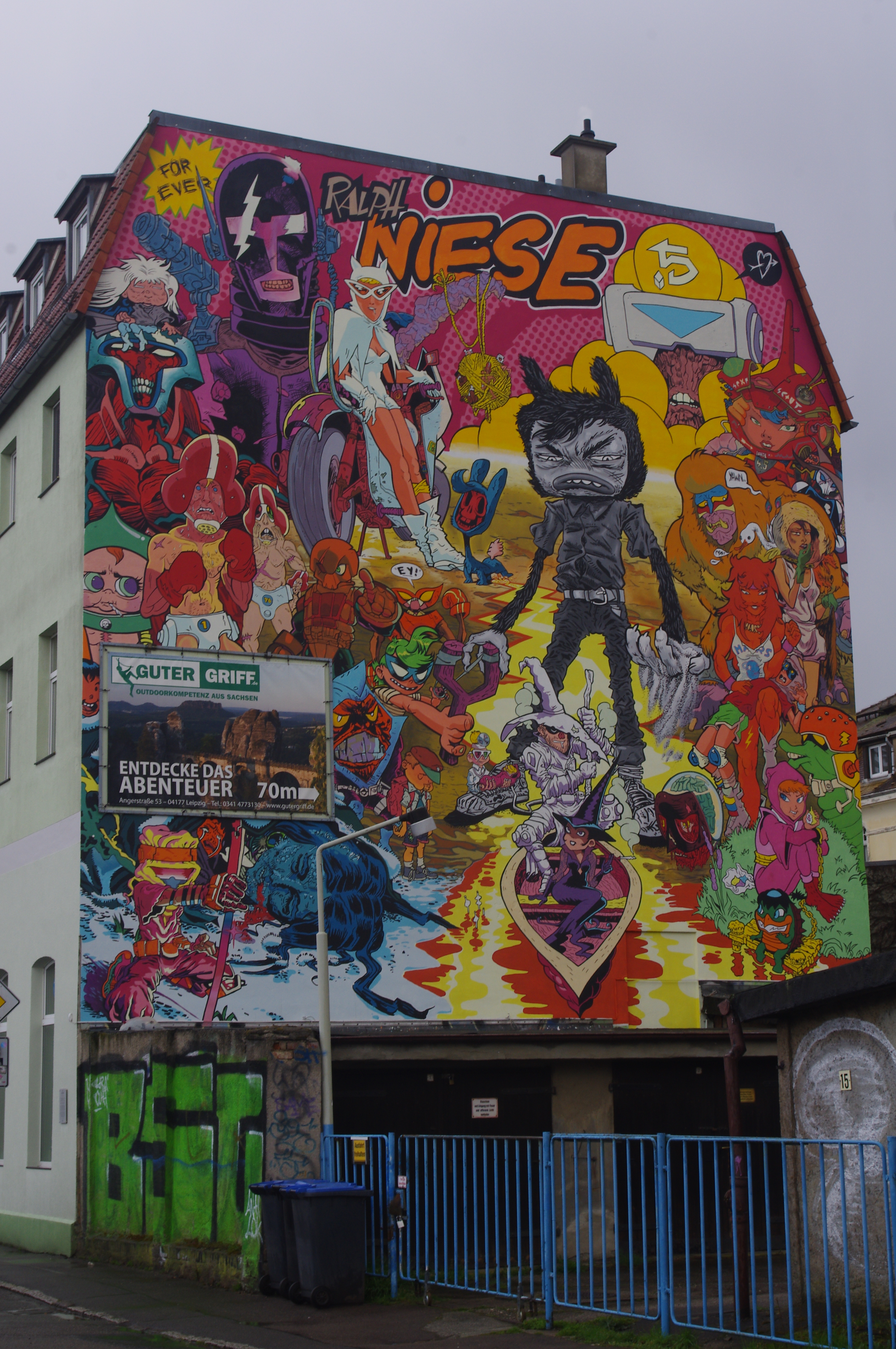
Hauswand in der Erich-Köhn-Straße

Ralph Niese lebte und arbeitete als freiberuflicher Illustrator und Comic-Künstler in Leipzig. Er starb unerwartet am 23. November 2020. Zu seinem Gedächtnis wurde an der Kreuzung Angerstraße/Erich-Köhn-Straße in Leipzig-Altlindenau eine ganze Hausfassade mit Kunstwerken von Niese gestaltet.

## Veröffentlichungen (Auswahl)
- Wolfmen. In Extrem Illustrated #3, Extrem Erfolgreich Enterprises 1999, ISBN 3-932552-39-3.[3]
- Bob und die Zombies vom Balaton. In Menschenblut #36, Eisenfresser Comics 2001.[2]
- Dreamtime. In Popgun #2, Image Comics 2008, ISBN 978-1-58240-920-7.[15]
- Noble Causes #37 und #39 zusammen mit Jay Farber und Yildiray Cinar. Image Comics 2008 – 2009.[13]
- Wäscher – Pionier der Comics. Hommage an Hansrudi Wäscher mit Beiträgen von über 40 deutschen Zeichnern, Edition 52 2009, ISBN 978-3-935229-74-6.[31]
- Dachbodenfund zusammen mit Olaf Brill und Donald Hello. In Perry – Unser Mann im All #138, Alligator Farm 2010, ISBN 978-3-86876-138-2.[32]
- Mekano Turbo #355 zusammen mit Alexis Ziritt. In 2491 A.D., Fistful Fumetti 2010.[33]
- Gondwana. Roman von Simon Urban mit Comics von Ralph Niese, Schöffling & Co. 2014, ISBN 978-3-89561-196-4.[34]
- Neavy Seamen zusammen mit Bela Sobottke, Bert Henning, Ralf Marczinczik und Christian Scharfenberg. In U-Comix #189, 2015.[6]
- Poly Chronos #1. Fistful Fumetti und Buddelfisch 2015.[9]

## Ausstellungen
- The Young Time Traveller's Den im Rahmen des Comicfestivals Hamburg 2016[17]